# Wilhelm Fuchs
Wilhelm Fuchs, född 1 september 1898 i Mannheim, död 24 januari 1947 i Belgrad, var en tysk promoverad agronom och SS-officer. Fuchs, som uppnådde tjänstegraden Oberführer, innehade en rad höga poster inom Sicherheitspolizei och Sicherheitsdienst.

## Biografi
Fuchs studerade lantbruksvetenskap vid Leipzigs universitet, där han år 1929 promoverades. Efter nazisternas maktövertagande år 1933 blev Fuchs en av riksbondeledaren Walther Darrés adjutanter. 
I april 1941 angrep Tyskland Jugoslavien och Fuchs utsågs då till befälhavare för Einsatzgruppe Serbien som bland annat bekämpade Titos kommunistiska partisaner som saboterade järnvägslinjer, telefonlinjer och annan infrastruktur i syfte att försvåra för de tyska ockupanterna. 
Från augusti 1943 till maj 1944 var Fuchs chef för Einsatzkommando 3 (EK3), ett mobilt insatskommando som ingick i Einsatzgruppe A och som opererade i Litauen. Han var därtill kommendör för Sicherheitspolizei och Sicherheitsdienst i Litauen och under hans befäl stängdes Kaunas getto; judarna deporterades till Stutthof, Auschwitz och Dachau.
Efter andra världskriget utlämnades Fuchs till Jugoslavien, där han tillsammans med August Meyszner dömdes till döden och avrättades som krigsförbrytare.